# Дължина на възходящия възел
Дължината на възходящия връх (☊ или още Ω) е един от шестте орбитални параметри, определящи орбитата на даден обект. За околослънчева орбита това е ъгълът с център Слънцето от точката на Овена (противостояща на точката на пролетното равноденствие) до възходящия възел на тялото, лежащ в еклиптиката.

## Изчисления от векторите на положението
В астродинамиката дължината на възходящия връх {\displaystyle \Omega \,}  за елиптична орбита се изчислява по следната формула:
{\displaystyle \Omega =arccos{{n_{x}} \over {\mathbf {\left|n\right|} }}}
(if {\displaystyle n_{y}<0\,} then {\displaystyle \Omega =2\pi -\Omega \,})
където:
- {\displaystyle n_{x}\,} е x-компонента на {\displaystyle \mathbf {n} },
- {\displaystyle \mathbf {n} } е вектор, сочещ към възходящия възел (z-компонента на {\displaystyle \mathbf {n} } е нула).

За екваториални орбити (с инклинация равна на 0) {\displaystyle \Omega \,} е недефиниран. За простота на изчисленията обаче е удобно да се приеме за 0, или еквивалентно на приравняването {\displaystyle \mathbf {n} /\mathbf {\left|n\right|} =(1,0,0)} за дясно-ориентирана координатна система с абсциса, сочеща към точката на пролетното равноденствие и z-ос сочеща „нагоре“.